# Цян
 Тази статия е за съвременната етническа група.  За историческия народ вижте Цян (древен народ).  
Цян (на китайски: 羌族; на пинин: qiāngzú) е етническа група в Китай, наброяваща около 310 хиляди души, главно в северозападната част на провинция Съчуан. Традиционно цян говорят северноцянски и южноцянски език, които са част от тибето-бирманската група, но днес мнозинството говори мандарин или е двуезично. Цян са една от 56-те официално признати етнически групи в страната.
Етнонимът „цян“ присъства в китайски източници още през 1 хилядолетие пр.н.е., но изглежда обхваща предшествениците на голяма част от тибето-бирманските народи, обитаващи по това време обширни области в Централна Азия. Съвременните цян са потомци на малка част от древните цян, които през 8-5 век пр.н.е. се установяват в днешните си земи.